# ライオンクレンザー
ライオンクレンザーとは、かつてライオン油脂が販売していた台所用粉末クレンザー。のちにライオンホワイトクレンザーに商品名を変更している。

## 概要
1935年（昭和10年）に発売されており、かなり古い歴史を持っている。青い銀筒のパッケージで、赤文字でライオンの字を変に強調したきらいがあった。また逆にクレンザーの字は小さかった。
1960年代後半から1970年代にかけては大手洗剤メーカーとしては、そのものズバリの商品名の付け方はなくなる傾向にあったが、ライオンはこのような名前の付け方を割と多く使っていた。

## その他
1980年代に入って、商品名をライオンホワイトクレンザーに変更している。現在は業務用として15kg入りがライオンハイジーンから発売されている。